# When Two Worlds Collide
Pour le film documentaire, voir When Two Worlds Collide (film).
Albums de Jerry Lee Lewis
Jerry Lee Lewis (1979) Killer Country
(1980)
When Two Worlds Collide est un album de Jerry Lee Lewis, enregistré sous le label Elektra Records et sorti en 1980.

## Liste des chansons
1. Rockin' Jerry Lee (Jerry Lee Lewis)
2. Who Will Buy the Wine (Billy Mize)
3. Love Game (Hugh Moffat)
4. Alabama Jubilee (Cobb/Yellen)
5. Good Time Charlie's Got the Blues (en) (Danny O'Keefe (en))
6. When Two Worlds Collide (Bill Anderson/Roger Miller)
7. Good News Travels Fast (Rick Klang)
8. I Only Want a Buddy Not a Sweetheart (Edward H. Jones)
9. Honky Tonk Stuff (Jerry Chestnut)
10. Toot, Toot, Tootsie, Goodbye (Erdman/Fiorito/Kahn)

## Source de la traduction
- (en) Cet article est partiellement ou en totalité issu de l’article de Wikipédia en anglais intitulé « When Two Worlds Collide » (voir la liste des auteurs).